# Douglas Winston
Douglas Frank Winston (* 16. Dezember 1932; † 23. Mai 2021 auf Bribie Island) war ein australischer Leichtathlet.

## Biografie
Douglas Winston startete bei den Olympischen Spielen 1956 in Melbourne im Wettkampf über 200 Meter. Er schied als Dritter seines Vorlaufs mit einer Zeit von 22,0 Sekunden aus.
Winston war verheiratet und hatte eine Tochter.